# Hypolampsis
Hypolampsis es un género de insecto coleóptero de la familia Chrysomelidae.

## Especies
Las especies de este género son:
- Hypolampsis athletica Bechyne, 1997
- Hypolampsis carbonera Bechyne, 1997
- Hypolampsis piperiphaga Bechyne, 1997